# 북송 철종
송 철종(宋哲宗, 1077년 1월 4일(음력 1076년 12월 7일) ~ 1100년 2월 23일(음력 1월 12일))은 북송의 제7대 황제 (재위 : 1085년 4월 11일 ~ 1100년 2월 23일)이다. 신종의 여섯번째 아들. 휘는 후(煦)이다. 절일은 흥룡절(興龍節)이다.

## 생애
1085년 북송 신종이 붕어하고 철종이 즉위하였다. 이듬해에는 왕안석도 사망했다. 철종의 나이가 어려 조모인 선인태후(宣仁太后)가 수렴청정을 하여 정권을 장악했다. 본래 신법을 반대했던 선인태후는 자신의 신임을 받았던 구법파 사마광을 재상으로 등용했다. 사마광은 모역법 폐지와 차역법의 부활을 도모하고, 이것을 5일 이내로 실행하도록 명령했다. 그러나 원래 사마광의 지휘도 기회주의적인 면이 많아서, 사마광이 상정하고 있던 차역법 그 자체가 이미 실현불가능할 만큼 현실과는 괴리되어 있었다.
그 때문에 많은 지방관은 모역법 폐지에 반발했고, 도저히 기일을 지킬 수가 없었다. 그런데 채경은 개봉부라고 하는 가장 곤란한 장소에서 기일에 맞춰 법령의 개폐하고, 사마광을 기쁘게 했다. 그러나 그는 신종 때에는 신법파에 가담하여 신법을 지지하였고, 구법파가 득세하자, 구법을 지지한다고 말한 태도는 구법파의 급선봉이었던 유안세(劉安世), 왕암수(王巌叟) 등에게서도 심한 비판을 받고, 하야하지 않을 수 없었다.
사마광도 오래 집권을 하지 못하고 사망하게 되고, 신법과 구법의 당쟁은 더욱 가속화되어 정치혼란으로 인해 송의 국력은 급속도로 약화된다.
1093년 선인태후가 병사하여 수렴청정이 8년 만에 끝나고, 철종이 친정을 시작했다. 철종은 연호를 소성으로 고치고 신법을 부활시켰다. 이때 많은 구법파 관료가 추방되고, 신법파 관료가 등용되었다. 당시의 권력자 장돈(章惇)과 증포는 열렬한 신법 추진파였고, 신법을 국시라고 간주할 정도로 신법을 추종하였다.
1100년 철종이 대를 이을 아들이 없는 채로 25세의 일기로 붕어하자, 동생인 휘종이 황제로 즉위했다.

## 재상
| 순서 | 이름            | 재임기간        | 칭호 | 자(字)      | 봉호            | 시호        |
| ---- | --------------- | --------------- | --- | ----------- | --------------- | ----------- |
| 1    | 왕규 (王珪)     | 1085년          | 상서좌복야(尚書左僕射) 문하시랑(門下侍郎)                                                                      | 우옥 (禹玉) | 기국공 (岐國公) | 문공 (文恭) |
| 2    | 채확 (蔡確)     | 1085년 ~ 1086년 | 상서우복야(尙書右僕射) 중서시랑(中書侍郎) ↓ 상서좌복야(尚書左僕射) 문하시랑(門下侍郎)                          | 지정 (持正) | -               | 충회 (忠懷) |
| 3    | 한진 (韓縝)     | 1085년 ~ 1086년 | 상서우복야(尙書右僕射) 중서시랑(中書侍郎)                                                                      | 옥여 (玉汝) | -               | 장민 (莊敏) |
| 4    | 사마광 (司馬光) | 1086년          | 상서좌복야(尚書左僕射) 문하시랑(門下侍郎)                                                                      | 군실 (君實) | 온국공 (溫國公) | 문정 (文正) |
| 5    | 여공저 (呂公著) | 1086년 ~ 1089년 | 상서좌승(尚書左丞) 문하시랑(門下侍郎) ↓ 상서우복야(尙書右僕射) 중서시랑(中書侍郎) ↓ 평장군국중사(平章軍國重事) | 회숙 (晦叔) | 신국공 (申國公) | 정헌 (正獻) |
| 6    | 문언박 (文彦博) | 1086년 ~ 1090년 | 평장군국중사(平章軍國重事)                                                                                     | 관부 (寬夫) | 노국공 (潞國公) | 충렬 (忠烈) |
| 7    | 여대방 (呂大防) | 1088년 ~ 1094년 | 상서좌복야(尚書左僕射) 문하시랑(門下侍郎)                                                                      | 미중 (微仲) | 선국공 (宣國公) | 정민 (正愍) |
| 8    | 범순인 (范純仁) | 1088년 ~ 1089년 | 상서우복야(尙書右僕射) 중서시랑(中書侍郎)                                                                      | 요부 (堯夫) | -               | 충선 (忠宣) |
| 9    | 유지 (劉摯)     | 1091년          | 상서우복야(尙書右僕射) 중서시랑(中書侍郎)                                                                      | 신로 (莘老) | -               | 충숙 (忠肅) |
| 10   | 소송 (蘇頌)     | 1092년 ~ 1093년 | 상서우복야(尙書右僕射) 중서시랑(中書侍郎)                                                                      | 자용 (子容) | 위국공 (魏國公) | 정간 (正簡) |
| 11   | 범순인 (范純仁) | 1093년 ~ 1094년 | 상서우복야(尙書右僕射) 중서시랑(中書侍郎)                                                                      | 요부 (堯夫) | -               | 충선 (忠宣) |
| 12   | 장돈 (章惇)     | 1094년 ~ 1100년 | 상서좌복야(尚書左僕射) 문하시랑(門下侍郎)                                                                      | 자후 (子厚) | 신국공 (申國公) | 충민 (忠敏) |

## 존호, 시호, 묘호
사후 시호는 흠문예무소효황제(欽文睿武昭孝皇帝)이며, 휘종 때인 1104년에 시호를 가상하여 헌원계도세덕양공흠문예무제성소효황제(憲元繼道世德揚功欽文睿武齊聖昭孝皇帝)로 추시 되었으나, 1113년에 다시 재개정하여 헌원계도현덕정공흠문예무제성소효황제(憲元繼道顯德定功欽文睿武齊聖昭孝皇帝)로 최종적으로 추시되었다. 묘호는 철종(哲宗)이며, 능은 영태릉(永泰陵)이다.

## 가족

### 조부모와 부모
- 조부 : 영종(英宗) 선효황제(宣孝皇帝) 조서(趙曙)
- 조모 : 선인성렬황후(宣仁聖烈皇后) 고씨(高氏)
- 부친 : 신종(神宗) 성효황제(聖孝皇帝) 조욱(趙頊)
- 모친 : 흠성황후(欽成皇后) 주씨(朱氏)

### 황후
| 봉호       | 시호                        | 이름(성씨)     | 별칭  | 재위년도        | 생몰년도        | 국구(장인/장모)                                                         | 능묘 | 비고  |
| ---------- | --------------------------- | -------------- | ----- | --------------- | --------------- | ----------------------------------------------------------------------- | ---- | ----- |
| 황후(皇后) | 소자성헌황후 (昭慈聖獻皇后) | 맹씨(孟氏)     | [ 3 ] | 1092년 ~ 1096년 | 1073년 ~ 1131년 | 안무군절도사(安武軍節度使) 맹재(孟在) 경국태부인(慶國太夫人) 왕씨(王氏) |      | [ 4 ] |
| 황후(皇后) | 소회황후 (昭懷皇后)         | 유청청(劉淸菁) | [ 5 ] | 1099년 ~ 1100년 | 1079년 ~ 1113년 | 유안성(劉安成) 강국태부인(康國太夫人) 왕씨(王氏)                        |      |       |

### 후궁
| 봉호       | 시호       | 이름(성씨)     | 별칭               | 생몰년도        | 비고  |
| ---------- | ---------- | -------------- | ------------------ | --------------- | ----- |
| 현비(賢妃) | 귀비(貴妃) | 모용씨(慕容氏) |                    | 1073년 ~ 1152년 | [ 6 ] |
| 수용(修容) | 완의(婉儀) | 위씨(魏氏)     | 안정군군(安定郡君) | ? ~ 1143년      | [ 7 ] |
| 첩여(婕妤) |            | 장씨(張氏)     | 문안군군(文安郡君) |                 |       |
| 미인(美人) | 첩여(婕妤) | 호씨(胡氏)     |                    | ? ~ 1110년      |       |
| 미인(美人) |            | 한씨(韓氏)     | 인수군군(仁壽郡君) |                 |       |
| 재인(才人) | 미인(美人) | 고씨(高氏)     | 신안군군(信安郡君) | ? ~ 1112년      |       |
| 재인(才人) |            | 유씨(劉氏)     | 진안군군(晋安郡君) |                 |       |

### 황자
| - | 봉호       | 시호               | 이름       | 생몰년도 | 생모          | 별칭               | 비고    |
| - | ---------- | ------------------ | ---------- | -------- | ------------- | ------------------ | ------- |
| 1 | 월왕(越王) | 헌민태자(獻愍太子) | 조무(趙茂) | 1099년   | 소회황후 유씨 | 월충헌왕(越冲獻王) | 요절함. |

### 황녀
| - | 봉호(공주)                  | 봉호(제희)          | 시호       | 이름 | 생몰년도        | 생모              | 부마                              | 별칭   | 비고    |
| - | --------------------------- | ------------------- | ---------- | ---- | --------------- | ----------------- | --------------------------------- | ------ | ------- |
| 1 | 등국공주 (鄧國公主)         | 순미제희 (洵美帝姬) |            |      | 1094년 ~ 1096년 | 소자성헌황후 맹씨 |                                   | [ 8 ]  | 요절함. |
| 2 | 진국장공주 (陳國長公主)     | 숙화제희 (淑和帝姬) | 정의(靖懿) |      | ? ~ 1117년      |                   | 좌위장군(左衛將軍) 석단례(石端禮) | [ 9 ]  |         |
| 3 | 진국대장공주 (秦國大長公主) | 숙신제희 (淑愼帝姬) | 강의(康懿) |      | 1096년 ~ 1164년 | 소회황후 유씨     | 화국공(和國公) 반정부(潘正夫)     | [ 10 ] | [ 11 ]  |
| 4 | 양국공주 (揚國公主)         | 순미제희 (純美帝姬) |            |      | 1097년 ~ 1099년 | 소회황후 유씨     |                                   | [ 12 ] | 요절함. |

## 기년
| 철종        | 원년            | 2년        | 3년                 | 4년        | 5년        | 6년        | 7년        | 8년        | 9년                 | 10년       |
| ----------- | --------------- | ---------- | ------------------- | ---------- | ---------- | ---------- | ---------- | ---------- | ------------------- | ---------- |
| 서력 (西曆) | 1086년          | 1087년     | 1088년              | 1089년     | 1090년     | 1091년     | 1092년     | 1093년     | 1094년              | 1095년     |
| 간지 (干支) | 병인(丙寅)      | 정묘(丁卯) | 무진(戊辰)          | 기사(己巳) | 경오(庚午) | 신미(辛未) | 임신(壬申) | 계유(癸酉) | 갑술(甲戌)          | 을해(乙亥) |
| 연호 (年號) | 원우(元祐) 원년 | 2년        | 3년                 | 4년        | 5년        | 6년        | 7년        | 8년        | 9년 소성(紹聖) 원년 | 2년        |
| 철종        | 11년            | 12년       | 13년                | 14년       | 15년       |            |            |            |                     |            |
| 서력 (西曆) | 1096년          | 1097년     | 1098년              | 1099년     | 1100년     |            |            |            |                     |            |
| 간지 (干支) | 병자(丙子)      | 정축(丁丑) | 무인(戊寅)          | 기묘(己卯) | 경진(庚辰) |            |            |            |                     |            |
| 연호 (年號) | 3년             | 4년        | 5년 원부(元符) 원년 | 2년        | 3년        |            |            |            |                     |            |

## 같이 보기
- 송나라의 황제
- 송나라의 경제
- 왕안석
- 사마광